# Duna–Száva–Adria Vasút
A Duna–Száva–Adria Vasút egy vasúttársaság volt Magyarország területén.

## A DSA létrejötte
Bár az 1923. évi római egyezmény a Déli Vasút koncesszióját 1968-ig érvényben hagyta, azt lehetővé tette, hogy az államok a területükre került pályákat saját kezelésükbe vonhassák. A magyar kormány e jogával akkor nem kívánt élni, így a volt Déli Vasút maradványa (a Buda – Kanizsa pályával együtt), 560 km vonalhosszúságra lerövidülve, erősen megcsappant járműállománnyal, továbbra is a társaság kezelésében lévő magyar magánvasút maradt. A megmaradt társaság a Duna–Száva–Adria Vasút (DSA) nevet vette fel és komoly korszerűsítési munkákba fogott.
Üzemét az 1929-ben beköszöntött gazdasági világválságban azonban a DSA sem tudta fenntartani, a megkezdett fejlesztések, mint például a jármű-motorizáció is félbeszakadtak. A vasutat 1932. július 1-jén a magyar állam vette kezelésbe, mozdonyait és vagonparkját a MÁV-éba sorozták. Ez ekkor még nem államosítás volt, hiszen az pénzügyi megváltást is igényelt volna, amelynek a magyar állam nem tudott volna eleget tenni. A vasút jogi helyzete így évtizedekig függőben maradt, s csak a Kádár-korszak idején, az osztrák-magyar vagyonjogi tárgyalások során került újra napirendre. A történet érdekessége, hogy 1960 táján a vasúttal kapcsolatban évekig teljes sajtótilalom állt fenn, nehogy a tárgyalások eredményességét bármi befolyásolja.

## A MÁV kezelésében
Az egykori DSA MÁV által átvett vonalain a járműállomány részleges cserélődése jelentette az első változást. A MÁV állományba került, elsősorban osztrák gyárakból származó eredeti DSA járműpark mozdonyai és kocsijai mellett megjelentek a MÁV többségben magyar beszállítói által gyártottak is.
A másodikat aztán már második világháború hozta, amelytől a vonal most már fizikailag is „megkapta a magáét”. A Déli pályaudvar szinte teljesen megsemmisült, a vonal javarésze használhatatlanná vált. De 1945 májusára mégis, a vonal szinte teljes hosszán újraindult a forgalom.
A háború utáni változást a vontatójármű választék további cserélődése jelentette. A pusztulás ugyanis csak a háború egyik velejárója volt. Nagyszerű gépparkunk épen maradt részének zöme a háború hordalékává lett. A front közeledtével fokozódó hadi szállítmányozás olyan mértékű vontatójármű fluktuációt indított meg, melynek eredményeként a háború végére a környező országok mozdonyállományainak javarésze összecserélődött. A kölcsönös visszarendezésre a háború után minden országban történtek törekvések, hiszen az idegen vontatójármű állományok a vasútüzemben a háború utáni állapotokban megoldhatatlan problémák forrásait jelentették. Erre azonban ismét vesztes hazánkban csak részben és igen lassan kerülhetett sor. Az országból kikerült, kihurcolt, jóvátételként kint is maradt és ugyanezen címen később még ki is exportált mozdonyoknak csak egy tört része, többségben csak visszavásárlás árán, lehasználtan térhetett haza. Így a palettán szükségszerűen megjelentek a kényszerűen beszerzett újabb típusok is. A vonalon a korszakban, a MÁV mindenkori egységesítési törekvései ellenére, igen sokféle mozdony volt látható.

## A MÁV részeként
Ez az állapot csak a hatvanas években változott meg, amikor a gőzüzemet – jókora késéssel – itt is fokozatosan felváltotta a dízelüzem. Új fejezet, új játszma, amelyben közvetve még mindig szerephez jut a politika. Bizonyára sokan emlékszünk még a „Szergejek” és a „Nohabok” beszerzésének nem éppen „szeplőtlen” történetére. Mindenesetre a vonal leglármásabb negyedszázadának mozdonytípusait többségben ők képviselték. A dízelesítést a vonalon a pártállami rendszer harmadik ötéves terve vasút-rekonstrukciós célkitűzéseinek megfelelően infrastruktúra-korszerűsítések is kísérték. Kiemelt feladat volt a vasútállomások vágányzatainak, üzemi épületeinek felújítása, korszerűsítése.
S végül következett a jelenbe vezető utolsó fejezet, a villamosítás. A Budapest–Székesfehérvár–Nagykanizsa-vasútvonal villamosítása a 3 300 km hosszú hazai törzshálózat villamosítási programjában nem az elsők között szerepelt. (Ennek is megvoltak a maga történelmi okai.) A villamosított szakaszok átadása a nyolcvanas évek közepétől indult és haladt fokozatosan Nagykanizsa, illetve az országhatár felé.
A nagyfeszültségű oszlopsor kiépülését a nyolcvanas évek végén kevésbé feltűnő változások is kísérték. Az egyik a pályának a villamosítással szükségképpen együtt járó további korszerűsítése volt. Ennek kapcsán a második vágány fektetésének kérdése is felmerült, de ezt a vasút több megfontolás okán kénytelen volt elvetni. A pálya környezetében kialakult infrastruktúra megváltoztatása a MÁV-ot nemcsak anyagi, de úgy jogi, mint műszaki szempontból is, megoldhatatlan nehézségek, elé állította volna.
Egy másik, kevésbé feltűnő, de nem láthatatlan változás a vasúti távközlés korszerűsítése volt. (Ez persze már az ország számos egyéb vasútvonala mentén is hasonlóan zajló, vagy befejezett folyamat.) Az elavult légvezetékes távközlő hálózat pálya menti oszlopsorát a villamosítás szükségszerű velejárójaként elbontották, és azt távközlési kábelekkel váltották ki. Valójában ez is átmeneti állapot volt. A nagyfeszültségű felső-vezeték, mint zavar- és veszélyforrás közelében ugyanis a hagyományos fémvezetős távközlési kábelek is nehezen „férnek meg”. A végleges megoldás a kilencvenes évek második felére valósult meg, amikorra korszerű, digitális távközlési/informatikai gerinchálózatát (GIR-MHR) a MÁV is kiépítette. Ennek jele a felsővezeték oszlopsorán látható, ahol ebben az időben egy csigasorra függesztett, új „huzal” is megjelent. Ez az úgynevezett fényvezető-, vagy közismertebb nevén optikai kábel, amely már fémmentes, ezért legolcsóbban éppen az oszlopsoron telepíthető. Így immár az egykori DV/DSA is a legkorszerűbb hírközlési infrastruktúrával felszerelt fővonalaink közé tartozik, amelyeken számos régi probléma nyűgje merülhetett végre feledésbe, mint például a forgalomáteresztő kapacitás hiánya, vagy a vasút telefon- és informatikai forgalmának részleges kiesése kábelszakadások esetén.